# Schach Matt
Schach Matt ist ein Lied des deutschen Schlagersängers Roland Kaiser aus dem Jahr 1979 zu einem Text von Bernd Dietrich, Gerd Grabowski und Heino Petrik.

## Inhalt
Schach Matt handelt von einer Frau mit langem schwarzen Haar, die einem Mann einen lächelnden Blick zuwirft, woraufhin der Mann schwach wird. Er wurde sprichwörtlich schachmatt gesetzt durch die „Dame im Spiel“.
Musikalisch spielt der Schlager an osteuropäische Melodien an, vergleichbar mit Moskau von Dschinghis Khan aus demselben Jahr.

## Veröffentlichung
Die Musik und der Text zu Schach Matt stammen von Bernd Dietrich, Gerd Grabowski und Heino Petrik. Die Single wurde von Hansa im Juni 1979 veröffentlicht. Die B-Seite war Ich will für andere niemals Vorbild sein, das ebenfalls von Heino Petrik und zudem von Kaiser selbst geschrieben wurde. Schach Matt erschien zudem auf Kaisers drittem Studioalbum  Etwas von mir, das im Dezember 1979 erschien.
In der ZDF-Hitparade trat Kaiser mit dem Lied am 10. September 1979 auf, als Platz 17 der zu dieser Zeit per Tippscheinverfahren gewählten Titel.

## Charts und Chartplatzierungen
Schach Matt erreichte in Deutschland Rang 32 der Singlecharts und konnte sich 11 Wochen in den Charts platzieren. Für Kaiser wurde es nach Frei – Das heißt allein, Sieben Fässer Wein und Amore Mio (Amada Mia, Amore Mio) seine vierte Singleauskopplung, die sich in den deutschen Musikcharts platzierte.
| ChartsChartplatzierungen | Höchstplatzierung | Wochen |
| ------------------------ | ----------------- | ------ |
| Deutschland (GfK)        | 32 (11 Wo.)       | 11     |

## Coverversionen
- 1979: Cliff Carpenter und sein Orchester[3]
- 2019: Die Draufgänger[3]